# Служба занятости Зальцбурга

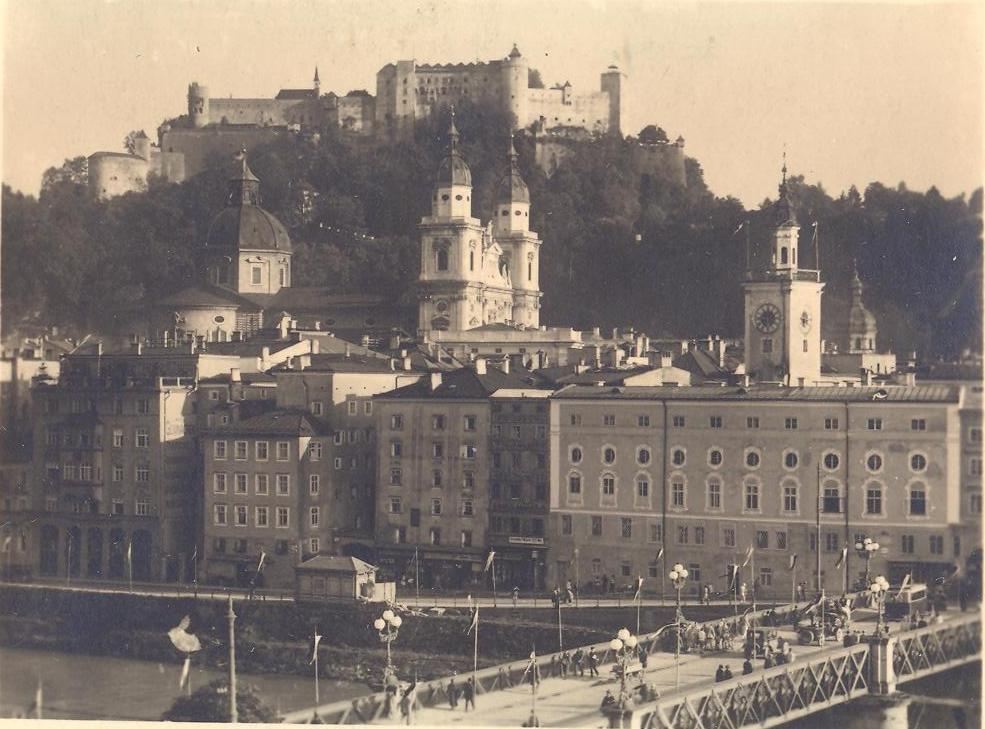
Зальцбург

Логотип службы занятости Австрии

Служба занятости Зальцбурга (нем. AMS Salzburg, Landesgeschäftsstelle) — государственная биржа труда в федеральной земле Зальцбург. Головной офис службы расположен в городе Зальцбург.
Адрес службы: 5020 Зальцбург, Ауэрспергштрасе, 67a, тел. (0662) 8883 или +43 662 8883.
Географические координаты службы занятости Зальцбурга: 47°48′21″ с. ш. 13°03′02″ в. д.
Руководство службы (2016):
- Управляющий службой занятости — нет сведений.

## Региональные отделения

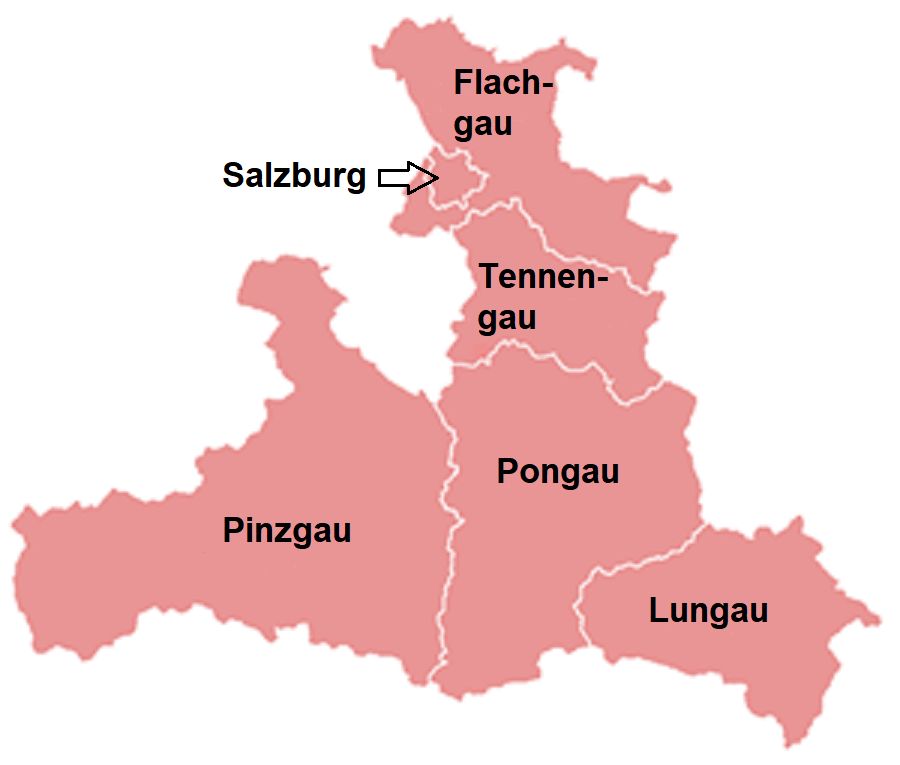
Округа Зальцбурга

По состоянию на 1 января 2016 года в Зальцбурге располагались пять региональных отделений (см. табл. 1, 2) и пять профессиональных информационных центров (см. табл. 3) службы занятости:
- Четыре региональных отделения службы занятости Зальцбурга (Бишофсхофен, Тамсвег, Халлайн и Целль-ам-Зе) территориально полностью совпадали с политическими округами федеральной земли Зальцбург.
- Служба занятости Бишофсхофена, расположенная в Бишофсхофене, обслуживает всё население и всех  предпринимателей политического округа Санкт-Иоганн-им-Понгау.
- Региональное отделение службы занятости Зальцбурга предоставляет свои услуги населению и предпринимателям на территориях политического округа Зальцбург-Умгебунг и штатутарштадта Зальцбург.

В состав регионального отделения службы занятости Зальцбурга (код—504) входили офисный центр Зальцбурга (код—5040), а также  зальцбургский филиал Штадтбюро (код—5041) до его упразднения в июне 2000 года.
Все пять, существующих в настоящее время, региональных отделений службы занятости выполняют свои функции по предоставлению услуг населению и работодателям с января 1987 года. Филиалы службы занятости Зальцбурга (код—5040) и ликвидированный Штадтбюро (код—5041) были созданы в марте 1987 года.

### Службы занятости для ищущих работу
По состоянию на 1 января 2016 года в Зальцбурге располагались один земельный и пять региональных офисов службы занятости для ищущих работу.
- Часы работы офисов этих служб: понедельник÷четверг с 730 до 1530, пятница с 730 до 1230, суббота и воскресенье — выходные дни.

| Таблица 1. Региональные офисы службы занятости Зальцбурга для ищущих работу (2016) | Таблица 1. Региональные офисы службы занятости Зальцбурга для ищущих работу (2016) | Таблица 1. Региональные офисы службы занятости Зальцбурга для ищущих работу (2016) | Таблица 1. Региональные офисы службы занятости Зальцбурга для ищущих работу (2016) | Таблица 1. Региональные офисы службы занятости Зальцбурга для ищущих работу (2016) | Таблица 1. Региональные офисы службы занятости Зальцбурга для ищущих работу (2016) | Таблица 1. Региональные офисы службы занятости Зальцбурга для ищущих работу (2016)              |
| Код                                                                                | Служба занятости                                                                   | Немецкое название                                                                  | Дата образования службы                                                            | Дата ликвидации службы                                                             | Политический округ                                                                 | Местонахождение                                                                                 |
| ---------------------------------------------------------------------------------- | ---------------------------------------------------------------------------------- | ---------------------------------------------------------------------------------- | ---------------------------------------------------------------------------------- | ---------------------------------------------------------------------------------- | ---------------------------------------------------------------------------------- | ----------------------------------------------------------------------------------------------- |
| 500                                                                                | Зальцбург                                                                          | AMS Salzburg, Landesgeschäftsstelle                                                | -                                                                                  | -                                                                                  | 501, 503÷506                                                                       | 5020 Зальцбург, Ауэрспергштрасе, 67a, тел. +43 662 8883 47°48′21″ с. ш. 13°03′02″ в. д.         |
| 501                                                                                | Бишофсхофен                                                                        | AMS Bischofshofen                                                                  | 01.1987                                                                            | -                                                                                  | Санкт-Иоганн-им-Понгау                                                             | 5500 Бишофсхофен, Киноштрасе, 7, тел. +43 6462 2848 47°25′08″ с. ш. 13°12′57″ в. д.             |
| 503                                                                                | Халлайн                                                                            | AMS Hallein                                                                        | 01.1987                                                                            | -                                                                                  | Халлайн                                                                            | 5400 Халлайн, Хинтнерхофштрасе, 1, тел. +43 6245 80451 47°41′06″ с. ш. 13°05′52″ в. д.          |
| 504 5040 5041                                                                      | Зальцбург Штадтбюро                                                                | AMS Salzburg AMS Stadtbüro                                                         | 01.1987 03.1987                                                                    | - 06.2000                                                                          | Зальцбург, Зальцбург-Умгебунг                                                      | 5020 Зальцбург, Ауэрспергштрасе, 67, тел. +43 662 8883 47°48′22″ с. ш. 13°03′03″ в. д.          |
| 505                                                                                | Тамсвег                                                                            | AMS Tamsweg                                                                        | 01.1987                                                                            | -                                                                                  | Тамсвег                                                                            | 5580 Тамсвег, Фридхофштрасе, 6, тел. +43 6474 8484 47°07′39″ с. ш. 13°48′47″ в. д.              |
| 506                                                                                | Целль-ам-Зе                                                                        | AMS Zell am See                                                                    | 01.1987                                                                            | -                                                                                  | Целль-ам-Зе                                                                        | 5700 Целль-ам-Зе, Бруккер-Бундесштрасе, 22, тел. +43 6542 73187 47°19′11″ с. ш. 12°47′41″ в. д. |

⇑

### Службы занятости для работодателей
По состоянию на 1 января 2016 года в Зальцбурге располагались пять региональных офисов службы занятости для работодателей.
- Часы работы офисов этих служб: понедельник÷четверг с 730 до 1530, пятница с 730 до 1230, суббота и воскресенье — выходные дни.

| 501 | Бишофсхофен | AMS Bischofshofen | Санкт-Иоганн-им-Понгау        | 5500 Бишофсхофен, Киноштрасе, 7, тел. +43 6462 2848 47°25′08″ с. ш. 13°12′57″ в. д.             |
| 503 | Халлайн     | AMS Hallein       | Халлайн                       | 5400 Халлайн, Хинтнерхофштрасе, 1, тел. +43 6245 80451 47°41′06″ с. ш. 13°05′52″ в. д.          |
| 504 | Зальцбург   | AMS Salzburg      | Зальцбург, Зальцбург-Умгебунг | 5020 Зальцбург, Ауэрспергштрасе, 67, тел. +43 662 8883 47°48′22″ с. ш. 13°03′03″ в. д.          |
| 505 | Тамсвег     | AMS Tamsweg       | Тамсвег                       | 5580 Тамсвег, Фридхофштрасе, 6, тел. +43 6474 8484 47°07′39″ с. ш. 13°48′47″ в. д.              |
| 506 | Целль-ам-Зе | AMS Zell am See   | Целль-ам-Зе                   | 5700 Целль-ам-Зе, Бруккер-Бундесштрасе, 22, тел. +43 6542 73187 47°19′11″ с. ш. 12°47′41″ в. д. |

⇑

### Профессиональные информационные центры
По состоянию на 1 января 2016 года в Зальцбурге располагались пять профессиональных информационных центров службы занятости.
- Часы работы офисов этих служб: понедельник÷четверг с 730 до 1530, пятница с 730 до 1230, суббота и воскресенье — выходные дни.

| Таблица 3. Профессиональные информационные центры Зальцбурга (2016) | Таблица 3. Профессиональные информационные центры Зальцбурга (2016) | Таблица 3. Профессиональные информационные центры Зальцбурга (2016) | Таблица 3. Профессиональные информационные центры Зальцбурга (2016) | Таблица 3. Профессиональные информационные центры Зальцбурга (2016)                                     |
| Код                                                                 | Профессиональный информационный центр                               | Немецкое название                                                   | Политический округ                                                  | Местонахождение                                                                                         |
| ------------------------------------------------------------------- | ------------------------------------------------------------------- | ------------------------------------------------------------------- | ------------------------------------------------------------------- | --- |
| 501                                                                 | Бишофсхофен                                                         | BIZ Bischofshofen                                                   | Санкт-Иоганн-им-Понгау                                              | 5500 Бишофсхофен, Киноштрасе, 7A, тел. +43 6462 2848-1140 47°25′08″ с. ш. 13°12′57″ в. д.               |
| 503                                                                 | Халлайн                                                             | BIZ Hallein                                                         | Халлайн                                                             | 5400 Халлайн, Хинтнерхофштрасе, 1, тел. +43 6245 80451-3230 47°41′06″ с. ш. 13°05′52″ в. д.             |
| 504                                                                 | Зальцбург                                                           | BIZ Salzburg                                                        | Зальцбург, Зальцбург-Умгебунг                                       | 5020 Зальцбург, Париж-Лондон-Штрасе, 21, тел. +43 662 8883/DW 4820 47°48′23″ с. ш. 13°02′58″ в. д.      |
| 505                                                                 | Тамсвег                                                             | BIZ Tamsweg                                                         | Тамсвег                                                             | 5580 Тамсвег, Фридхофштрасе, 6, тел. +43 6474 8484-5131 47°07′39″ с. ш. 13°48′47″ в. д.                 |
| 506                                                                 | Целль-ам-Зе                                                         | BIZ Zell am See                                                     | Целль-ам-Зе                                                         | 5700 Целль-ам-Зе, Бруккер-Бундесштрасе, 22, тел. +43 6542 73187/DW 6337 47°19′11″ с. ш. 12°47′41″ в. д. |

⇑

## Демографическая характеристика
По официальным данным STATISTIK AUSTRIA (Letzte Änderung am 22.01.2016), приведенным в "Arbeitsmarktbezirke"  (Paket Bevölkerungsstand 2015 - Arbeitsmarktbezirke), постоянное население на данной территории (федеральная земля Зальцбург), по оценке на 1 января 2015 года, составило 538.575 человек (мужское — 262.197, женское — 276.378), в том числе:
- население в возрасте до 15 лет — 79.064 (мужское — 40.516, женское — 38.548) или 14,68%;
- население в трудоспособном возрасте (15÷64) — 363.009 (мужское — 180.015, женское — 182.994) или 67,40%;
- население в преклонном возрасте (свыше 65 лет) — 96.502 (мужское — 41.666, женское — 54.836) или 17,92%.

Постоянное население в разрезе региональных служб занятости было следующим:
- Служба занятости Бишофсхофена (код службы — 501) — 78.874 человек;
- Служба занятости Зальцбурга (код службы — 504) — 294.833 человека;
- Служба занятости Тамсвега (код службы — 505) — 20.458 человек;
- Служба занятости Халлайна (код службы — 503) — 58.894 человека;
- Служба занятости Целль-ам-Зе (код службы — 506) — 85.516 человек.[6]

⇑

## Доказательства и источники
- Региональные округа службы занятости Австрии Arbeitsmarktbezirke (Quelle: Statistik Austria) (нем.)
- Интерактивные карты земель, округов, общин и служб занятости Австрии (нем.)
- Австрийская информационная система Rechtsinformationssystem des Bundes (RIS) (нем.)
- Исторические законы и нормативные акты ALEX Historische Rechts- und Gesetzestexte Online (нем.)
- Географические справочники, 1903÷1908 GenWiki (нем.)
- Географические справочники GenWiki (нем.)
- Австрия GenWiki (нем.)
- Региональный научно-исследовательский портал GenWiki (нем.)

⇑

## Внешние ссылки
- Немецко-русский переводчик, Google
- Веб-сайт службы занятости Зальцбурга (нем.)
- Географические координаты службы занятости Зальцбурга: 47°48′21″ с. ш. 13°03′02″ в. д.HGЯO
- Рабочие вакансии на рынке труда Австрии Jobsuche und Jobbörsen in Österreich (нем.)
- Служба занятости Австрии (AMS Österreich) (нем.)
- Работа в странах Европейского Союза (EU-Jobberatung des AMS) (нем.)

## Лицензия
- Лицензия: Namensnennung 3.0 Österreich (CC BY 3.0 AT) (нем.)